# Nagels Druck
Die Nagels Druck GmbH mit Sitz in Kempen ist ein 1928 gegründeter Hersteller von Offset-, Digital und Flexodruckerzeugnissen wie beispielsweise Eintrittskarten, Fahrkarten oder Parkscheine. Das Familienunternehmen gehört zu den drei größten Druckereien am Niederrhein.

## Geschichte
Nagels Druck wurde 1928 in Krefeld unter dem Namen Schwieren gegründet. Karl Nagels († 2010) übernahm im Jahr 1977 den Betrieb und siedelte ihn 1988 nach Kempen um. Inzwischen leiten die Söhne Werner Nagels und Thomas Nagels zusammen mit ihrer Nichte Insa Nagels das Unternehmen. Neben den klassischen Druckerzeugnissen wie Flyer & Broschüren, spezialisierte sich das Unternehmen schon früh auf die Produktion von Tickets und Fahrscheinen im Flexodruck. Zusätzlich zu Barcode- & Magnetstreifen-Tickets werden seit 2010 auch RFID-Ticketlösungen angeboten. In 2023 stellte Nagels Druck das erste vollständig zertifizierte Calypso Basic Ticket vor – die RFID-Technik dahinter basiert auf Calypso einem offenen, sicheren Standard für die Fahrscheinausstellung. Das Unternehmen engagiert sich seit Jahren stark für das Thema Nachhaltigkeit. Bereits seit 2011 wird der Großteil der Produktionsenergie über Solaranlagen auf allen Firmengebäuden produziert. Dieses Engagement wurde im Juni 2024 von der Zeitschrift Niederrhein Manager mit dem ersten Platz im Ranking der nachhaltigsten Druckerei am Niederrhein ausgezeichnet. Im Dezember 2024 eröffnete das Unternehmen eine neue Lager- und Produktionshalle am Standort Kempen. In dieser Halle werden zukünftig Millionen RFID Chips für zahlreiche Märkte (Healthcare, Parken, ÖPNV, Logistik u. v. m.) produziert.

## Geschäftsbereiche
Das Familienunternehmen gehört zu den drei größten Druckereien am Niederrhein. Unter der Marke nagels vereinen sich die folgenden Unternehmen:
| Unternehmen                  | Gründungsjahr | Portfolio                                         |
| ---------------------------- | ------------- | ------------------------------------------------- |
| Nagels Druck Kempen          | 1928/1977     | Offset-, Digitaldruckerzeugnisse                  |
| nagels                       | 1928/1977     | Tickets, Flexodruckerzeugnisse                    |
| Multi Grafik                 | 1994          | Ambient- & Ticketwerbung                          |
| nagels operated by proticket | 1995          | Tickets, Flexo-, Offset-, Digitaldruckerzeugnisse |
| nagels UK                    | 1998          | Tickets, Flexo-, Offset-, Digitaldruckerzeugnisse |
| adsontickets                 | 1999          | Ticketwerbung                                     |
| nagels NA (North America)    | 2004          | Tickets, Flexo-, Offset-, Digitaldruckerzeugnisse |
| Sehna                        | 2005          | Digitale Informations- & Digitaldruckerzeugnisse  |
| nagels Eurasia               | 2009          | Tickets, Flexo-, Offset-, Digitaldruckerzeugnisse |
| RFIDentic                    | 2010          | RFID Tickets / Karten                             |
| nagels operated by roveka    | 2014          | Tickets, Flexo-, Offset-, Digitaldruckerzeugnisse |
| nagels Iberica               | 2015          | Tickets, Flexo-, Offset-, Digitaldruckerzeugnisse |
| nagels healthcare            | 2016          | Medizinische Print- und Produktlösungen           |
| nagels Belgium               | 2016          | Tickets, Flexo-, Offset-, Digitaldruckerzeugnisse |
| Colleagues Nagels            | 2016          | Tickets, Flexo-, Offset-, Digitaldruckerzeugnisse |

Das Unternehmen gilt mit 4,5 Milliarden Tickets weltweit als Marktführer und ist maßgeblich beteiligt an der Entwicklung neuer, zum Beispiel fälschungssicherer Ticketsysteme.
Die 15 Unternehmen der Marke nagels verteilen sich auf die folgenden Länder (Stand 2025): Deutschland, Frankreich, Spanien, Italien, Niederlande, Belgien, Türkei, Kanada, USA, Australien (Joint Venture).